# Pithiviers-le-Vieil
Pithiviers-le-Vieil település Franciaországban, Loiret megyében. Lakosainak száma 1729 fő (2022. január 1.). Pithiviers-le-Vieil Engenville, Ascoux, Dadonville, Escrennes, Greneville-en-Beauce, Guigneville, Jouy-en-Pithiverais, Laas, Marsainvilliers és Pithiviers községekkel határos.

## Népesség
A település népességének változása:
| Lakosok száma | 1262 | 1677 | 1713 | 1890 | 1816 | 1802 | 1813 | 1769 | 1747 | 1729 |
|               | 1968 | 1982 | 1990 | 2006 | 2013 | 2015 | 2017 | 2019 | 2020 | 2022 |